# STK 40 AGL
El STK 40 AGL, antes llamado CIS 40 AGL, es un lanzagranadas automático de 40 mm diseñado a fines de la década de 1980 y producido por la empresa armera singapurense ST Kinetics (antes Chartered Industries of Singapore, CIS). Es principalmente empleado por las Fuerzas Armadas de Singapur, así como por los ejércitos y fuerzas policiales de varios países.

## Historia
El 19 de junio de 2000, ST Kinetics anunció el lanzamiento de un conjunto de actualización, conocido como 40mm Automatic Grenade Launcher Air-Bursting System (40mm AGL-ABS). Las actualizaciones consistían en el sistema electrónico de control de disparo, la computadora balística, la bobina programadora de la boca del cañón, además de la mira telescópica.
El 13 de diciembre de 2010, el Ministerio de Defensa de Kuwáit declaró que el CIS 40 AGL fue suministrado al Ejército kuwaití.

## Diseño

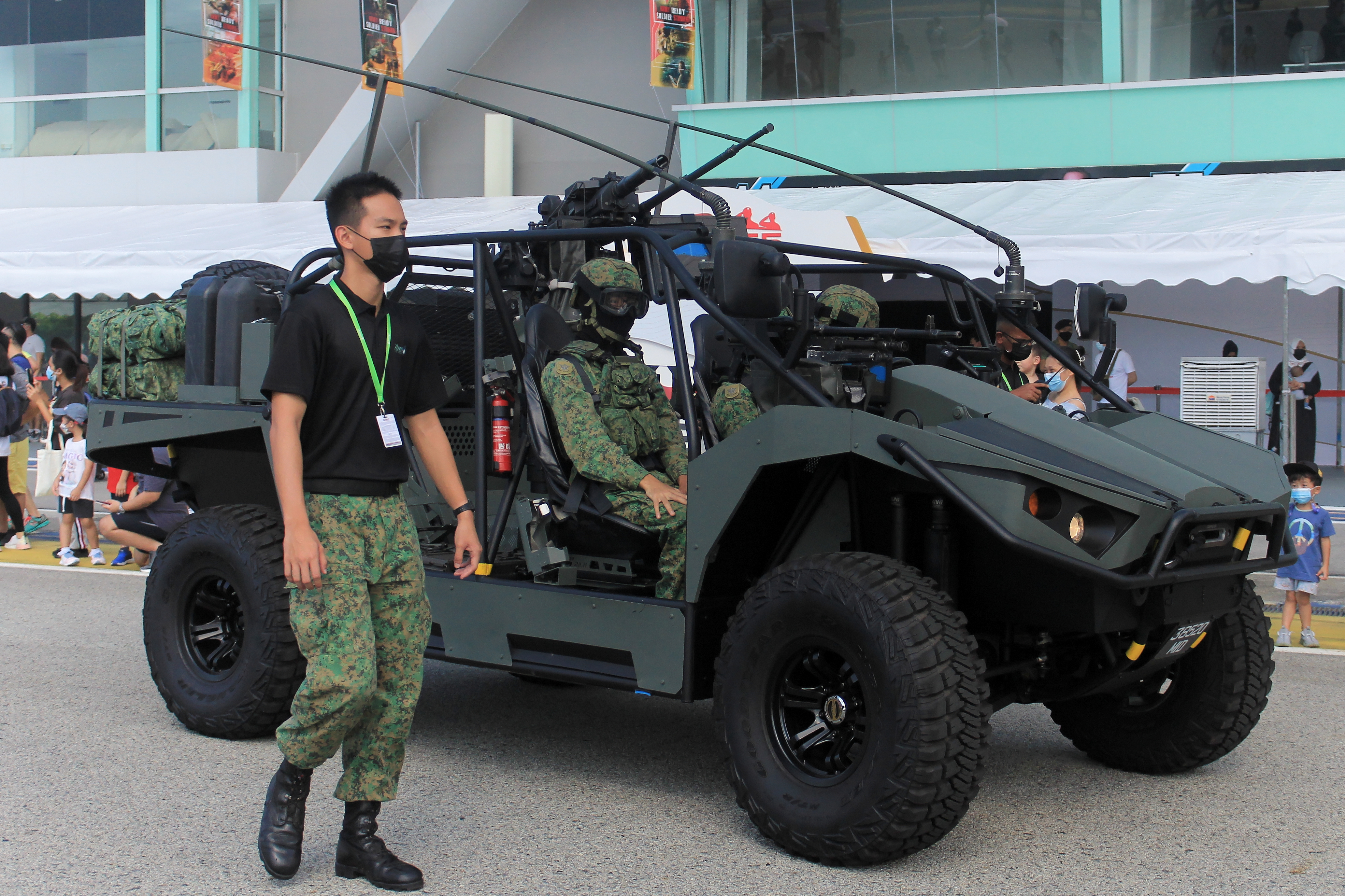
Vehículo ligero de ataque MK. II, armado con un STK 40 AGL.

El STK 40 AGL puede montarse sobre un trípode M3, un trípode ligero, un afuste fijo, un afuste flexible o en un sistema de armamento a control remoto.
Su variante Mark II pesa casi 6 kg menos e incluye un cañón de cambio rápido, además de tener un mejor desempeño. Cuando es desarmado, sus principales piezas son el cañón, el cajón de mecanismos, la bandeja de alimentación, la cubierta del cajón de mecanismos y el conjunto del gatillo.

## Usuarios
- Bangladés: el Ejércio de Bangladés emplea el STK 40 AGL Mk 2.[7]
- Chile[8]
- Filipinas: Ejército Filipino, Cuerpo de Marines de Filipinas.[8]
- Georgia: es el armamento principal de los vehículos de combate de infantería Nurol Ejder y Otokar Cobra.[9]
- Indonesia: desde 1994 es fabricado bajo licencia por PT Pindad para el Ejército indonesio con la designación Pindad SPG-3.[10]
- Italia[8]
- Marruecos[8]
- México[8]
- Papúa Nueva Guinea: es empleado por la Policía Real de Papúa Nueva Guinea.[11]
- Perú[8]
- Singapur: es el armamento principal de los vehículos de combate de infantería Bionix 40 y Bionix 50.[12][13]
- Sri Lanka[8]
- Tailandia[8]
- Uruguay[8]